# NGC 2385
NGC 2385 este o galaxie spirală situată în constelația Gemenii. A fost descoperită în 4 februarie 1793 de către William Herschel. Se află la o distanță de 59,56 de megaparseci de Pământ.